# Batalla de Chancellorsville
La batalla de Chancellorsville en el contexto del Teatro del Este de la guerra civil estadounidense se libró cerca de Spotsylvania Courthouse (Virginia) entre el 30 de abril y el 6 de mayo de 1863. La batalla enfrentó al Ejército del Potomac del general del ejército de la Unión Joseph Hooker contra el confederado Ejército de Virginia del Norte del general Robert E. Lee, que tenía la mitad de efectivos. Es conocida como la «batalla perfecta» de Lee debido a su arriesgada pero exitosa decisión de dividir su ejército en presencia de una fuerza enemiga muy superior. La audacia de Lee y la tímida actuación de Hooker durante el combate se combinaron para conducir a una importante derrota de la Unión. La victoria confederada fue atenuada por las mortales heridas que recibió, debidas al fuego amigo, el teniente general Thomas J. «Stonewall» Jackson, una pérdida que Lee comparó con «perder mi brazo derecho».
La Campaña de Chancellorsville se inició con el cruce del río Rappahannock por el ejército de la Unión en la mañana del 17 de abril de 1863. Tras cruzar el río Rapidan a través de los vados de Germanna y Ely, los federales se concentraron cerca de Chancellorsville entre el 30 de abril y el 1 de mayo. El 1 de mayo se iniciaron intensos combates que no finalizaron hasta que las fuerzas de la Unión se retiraron a través del río la noche del 5 al 6 de mayo.

## Fuerzas y planes
La Campaña de Chancellorsville comenzó como uno de los enfrentamientos más desiguales de toda la guerra. El ejército de la Unión reunió una fuerza efectiva de 133 868 hombres en el campo de batalla al inicio del combate; el ejército de la Confederación estaba formado por menos de la mitad de efectivos, 60 892. Además, las fuerzas de la Unión estaban mucho mejor abastecidas y más descansadas tras varios meses de inactividad. Las fuerzas de Lee, por otra parte, estaban dispersas por todo el Estado de Virginia. De hecho, unos 15 000 hombres del Primer Cuerpo del Ejército de Virginia del Norte, bajo el mando del teniente general James Longstreet, estaban emplazados en las proximidades de Norfolk haciendo frente a la amenaza federal en Suffolk, y no llegaron a tiempo de reforzar a las fuerzas de Lee.
El enfrentamiento empezó con un plan de batalla de la Unión superior a muchos de los esfuerzos previos por parte de los comandantes del ejército del Potomac. El ejército federal partió de sus cuarteles de invierno cerca de Fredericksburg, donde se enfrentó a Lee a lo largo del Rappahannock. Hooker planeó un audaz doble envolvimiento de las fuerzas de Lee, enviando cuatro cuerpos en una sigilosa marcha hacia el noroeste, girando hacia el sur para cruzar los ríos Rappahannock y Rapidan, volviendo a girar al este, y atacando a Lee en su retaguardia. Los restantes cuerpos atacarían el frente de Lee a través de Fredericksburg. Mientras tanto, unos 7500 efectivos de la caballería bajo el mando del general George Stoneman estaban encargados de llevar a cabo una profunda incursión en zonas de la retaguardia confederada, destruyendo cruciales depósitos de suministros a lo largo del ferrocarril que iba desde la capital confederada, Richmond, a Fredericksburg, de forma que quedasen cortadas las líneas de comunicación y suministros de Lee. Este audaz y agresivo plan fue más tarde conocido como La incursión de Stoneman.
El 27 y 28 de abril, los cuatro cuerpos del Ejército del Potomac cruzaron los ríos Rappahannock y Rapidan por diversos lugares, la mayor parte cerca de la confluencia de los dos ríos y de la aldea de Chancellorsville, que era poco más que una gran mansión, propiedad de la familia Frances Chancellor, en el cruce de las carreteras Orange y Orange Plank. En el intervalo, la segunda fuerza, de más de 30 000 hombres, a las órdenes del general John Sedgwick, cruzó el Rappahannock en Fredericksburg, y la caballería de Stoneman comenzó sus movimientos para alcanzar las áreas de la retaguardia de Lee.
El 1 de mayo Hooker tenía aproximadamente 70 000 hombres concentrados en y alrededor de Chancellorsville. Desde sus cuarteles generales en Fredericksburg, Lee decidió violar uno de los Principios de la Guerra generalmente aceptados y dividió sus fuerzas en presencia de un enemigo superior, esperando que esa agresiva acción le permitiría atacar y derrotar a una parte del ejército de Hooker antes de que pudiera estar completamente concentrado contra él. Dejó una brigada bajo el mando del brigadier general William Barksdale en las elevaciones de Marye's Heights, fuertemente fortificadas, y una división de 12 000 hombres bajo el mando del general Jubal A. Early en Prospect Hill para hacer frente a cualquier avance efectuado por parte de los cuerpos mandados por Sedwick. También ordenó a Stonewall Jackson marchar hacia el oeste y unirse con el general Richard H. Anderson, reuniendo 40 000 hombres para enfrentarse a Hooker en Chancellorsville. Afortunadamente para los confederados, una espesa niebla a lo largo del Rappahannock ocultó algunos de estos movimientos hacia el oeste y Sedgwick decidió esperar hasta que pudiera determinar las intenciones del enemigo.

## La batalla

### 1 y 2 de mayo

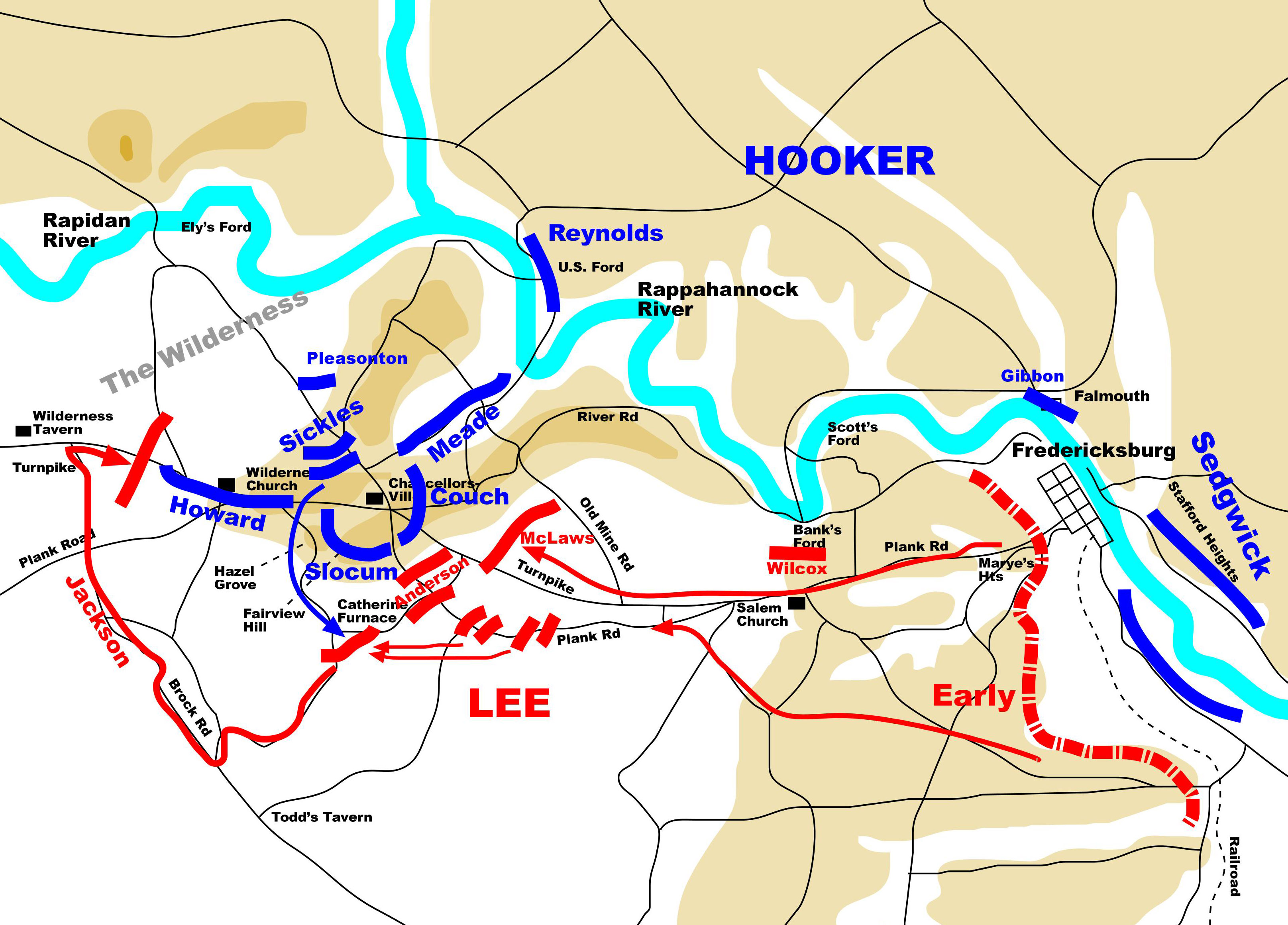
Batalla de Chancellorsville el 1 y 2 de mayo.
Confederados
Unión

Al mismo tiempo que el general Jackson estaba marchando hacia el oeste para unirse a Anderson en la mañana del 1 de mayo, Hooker ordenó un avance hacia el este para atacar a este último, empujando a sus hombres fuera de los impenetrables matorrales y pinos de Virginia que caracterizaban el área. Esta acción era considerada por muchos comandantes de la Unión como la clave para la victoria. Si el ejército superior de la Unión luchaba en los bosques conocidos como la «Espesura de Spotsylvania» (Wilderness of Spotsylvania), su enorme ventaja en artillería quedaría minimizada, puesto que la artillería no podría ser utilizada para lograr ninguna gran ventaja en la espesura. La lucha comenzó entre la división confederada del general Lafayette McLaws y la división del flanco derecho del V Cuerpo del general George G. Meade, bajo el mando del general George Sykes. Sykes inició una retirada ordenada, cubierta por la división del general Winfield S. Hancock.
A pesar de encontrarse en una posición potencialmente favorable, Hooker detuvo su breve ofensiva. Sus acciones podrían mostrar su falta de confianza en el manejo por primera vez de las complejas acciones de una organización tan grande (Hooker había sido un eficaz y agresivo comandante de división y cuerpo en anteriores batallas), pero Hooker ya había decidido antes del comienzo de la campaña que combatiría la batalla defensivamente, forzando a Lee, con su pequeño ejército, a atacar a su ejército mucho mayor. En la primera batalla de Fredericksburg (13 de diciembre de 1862), el ejército de la Unión había tomado la ofensiva y se encontró con una sangrienta derrota. Hooker sabía que Lee no podría hacer frente a una derrota semejante y mantener un ejército eficaz en el campo, por tanto ordenó a sus hombres retirarse de nuevo hacia la Wilderness y tomar una posición defensiva alrededor de Chancellorsville, desafiando a Lee a atacarle o a retirarse con fuerzas enemigas superiores a su espalda. 
Lee aceptó la táctica de Hooker y planeó un ataque para el 2 de mayo. La noche anterior Lee y el teniente general Thomas J. «Stonewall» Jackson idearon un arriesgado plan que dividiría una vez más su ya dividido ejército. Jackson dirigiría su Segundo Cuerpo, de unos 28 000 hombres, para atacar el flanco derecho de la Unión. Lee, por su parte, se haría cargo personalmente del mando de los restantes 12 000 soldados (la otra mitad del Primer Cuerpo de Longstreet, mandado directamente por Lee durante la batalla), haciendo frente a la totalidad de la fuerza de 70 000 hombres de Hooker en Chancellorsville.
Para que el plan funcionara debían coincidir varias circunstancias. Primero, Jackson tenía que realizar una marcha de 19 km. para alcanzar el flanco derecho de la Unión, y hacerlo pasando desapercibido. En segundo lugar, Lee tenía que esperar que Hooker permaneciera a la defensiva. Y en tercer lugar, Early tendría que mantener a Sedgwick embotellado en Fredericksburg. Cuando Jackson lanzó su ataque, tuvo que confiar en que las fuerzas de la Unión no estuvieran preparadas.
Todas estas situaciones se sucedieron una tras otra. La caballería confederada bajo el general de división J.E.B. Stuart evitó que las fuerzas de la Unión descubrieran a Jackson durante su larga marcha por el flanco, que le llevó casi todo el día. El único avistamiento se produjo poco después de que el cuerpo de Jackson se separara de las fuerzas de la Unión al sur de Chancellorsville, y aun esto favoreció la ventaja de los confederados; Hooker pensó que su caballería, bajo las órdenes de Stoneman, había cortado las líneas de suministro de Lee y que este estaba a punto de retirarse. Por lo tanto, permaneció inmóvil donde se encontraba y nunca contempló la posibilidad de lanzar un ataque total, enviando adelante solo su III Cuerpo, de 13 000 hombres bajo el mando del general de división Daniel Sickles. Sickles capturó a un grupo de soldados del II Cuerpo confederado y se detuvo.

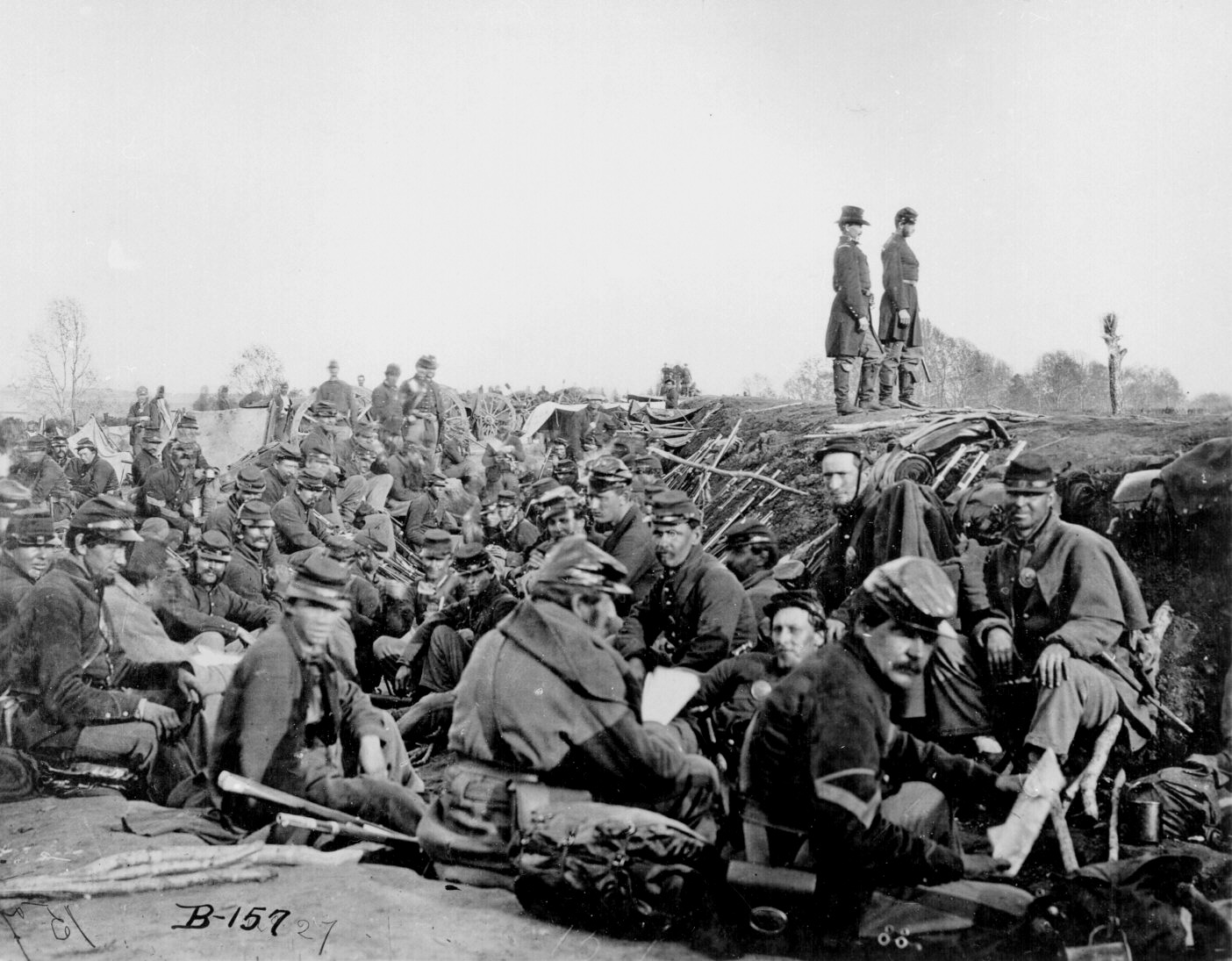
Soldados federales del VI Cuerpo del Ejército del Potomac en trincheras, en mayo de 1863, durante la campaña de Chancellorsville {#B-157).

A lo largo de Fredericksburg, Sedgwick y Hooker fueron incapaces de comunicarse entre ellos debido a un fallo en las líneas telegráficas. Cuando Hooker en las últimas horas de la tarde del 2 de mayo dio finalmente la orden a Sedgwick de atacar a Early, Sedgwick no llevó a cabo la ofensiva porque creyó erróneamente que Early disponía de más hombres de los que realmente tenía.
Pero la causa principal que llevó al desastre inminente de la Unión fue la incompetencia del comandante del XI cuerpo de la Unión, el general de división Oliver O. Howard. Howard, cuyos 11 000 hombres estaban apostados en el extremo derecho de la línea de la Unión, no tomó ninguna precaución para su defensa en caso de un ataque por sorpresa, aunque Hooker le había ordenado hacerlo. El flanco derecho de la Unión no estaba protegido por ningún obstáculo natural, y las únicas defensas contra un ataque por el flanco consistían en dos cañones apuntando a la Wilderness. Además, el XI Cuerpo era una unidad con la moral baja. Originalmente había sido mandada por el general de brigada Franz Sigel y estaba formada mayoritariamente por inmigrantes alemanes, quienes estaban resentidos por la sustitución como general de Sigel por Howard, que no era de origen alemán. Muchos de ellos tenían pocos conocimientos de inglés y tenían frecuentes fricciones étnicas con el resto del Ejército del Potomac. La preparación del cuerpo también era deficiente; de los 23 regimientos, ocho no tenían experiencia en combate, y los restantes 15 nunca habían luchado en el bando ganador en una batalla.
Sobre las 5:30 p. m., los 26 000 hombres de Jackson salieron corriendo de la Wilderness y atacaron al cuerpo de Howard por sorpresa, mientras muchos de ellos estaban cocinando la cena. Más de 4000 hombres fueron hechos prisioneros sin disparar un solo tiro, y la mayor parte de los restantes fueron puestos en fuga. Solamente una división del XI Cuerpo intentó resistir, y fue también pronto repelida. Al anochecer, el Segundo Cuerpo de la Confederación había avanzado más de 3 km. hasta tener a la vista Chancellorsville, y estaba separado de los hombres de Lee solamente por el cuerpo de Sickles, que permanecía en su posición después de atacar por la mañana. Hooker sufrió una herida leve en el momento álgido del combate cuando un cañón de la Confederación impactó en una columna de madera de su cuartel general en la que estaba apoyado. Aunque quedó prácticamente incapacitado, Hooker rechazó ceder el mando temporalmente a su segundo comandante, el general de división Darius N. Couch, y este error afectó a la actuación de la Unión el resto del día y contribuyó a la falta de nervio de Hooker y a su tímido proceder durante todo el resto de la batalla.
Hooker, preocupado sobre la capacidad de Sickles para mantener lo que era en ese momento una avanzadilla entre las líneas confederadas, retiró esa noche el III Cuerpo hacia Chancellorsville. Esto dio a los confederados dos ventajas; reunió las fuerzas de Jackson y Lee, y les dio el control de un claro elevado en los bosques conocidos como Hazel Grove, uno de los pocos lugares donde la artillería podía ser utilizada con eficacia. Sickles se mostró resentido por la orden de abandonar esos terrenos elevados; sus insubordinadas acciones en el Peach Orchard durante la batalla de Gettysburg dos meses después estuvieron probablemente influidas por este incidente.
El error de Jackson llegó cuando esa noche exploraba la carretera de Orange Plank por delante de sus líneas. Habiendo logrado una enorme victoria ese día, Jackson quería aprovechar su ventaja antes de que Hooker y su ejército pudieran recuperarse y planear un contraataque, que podría todavía tener éxito debido a la tremenda disparidad en el tamaño de los ejércitos en liza. Jackson se movía por la carretera, cuando, al no ser reconocido por sus hombres del Segundo Cuerpo, fue herido por fuego amigo. La herida no era mortal, pero Jackson, tras serle amputado el brazo, contrajo neumonía, y murió el 10 de mayo. Su muerte fue una pérdida devastadora para la Confederación.

### 3 de mayo

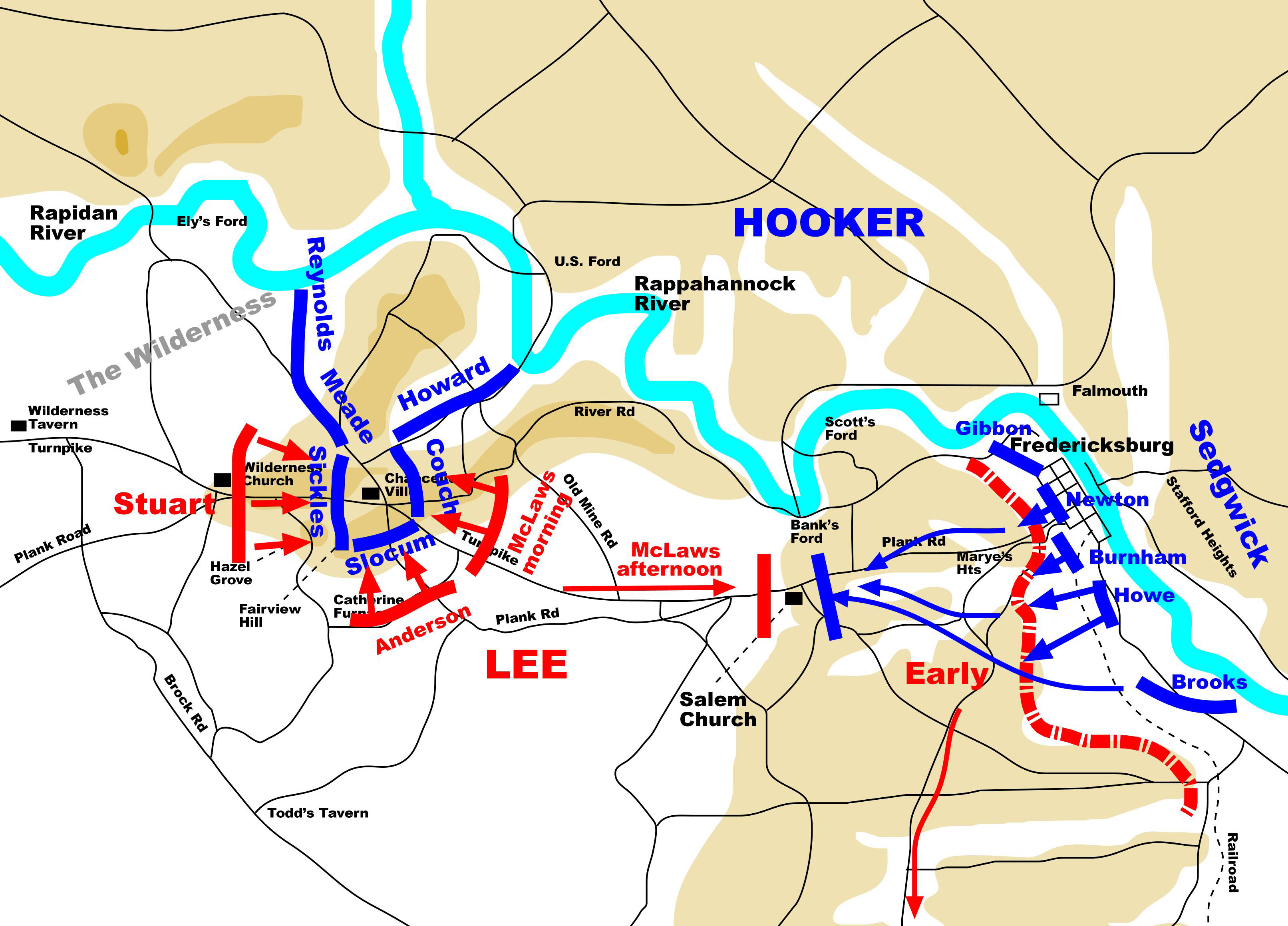
Batalla de Chancellorsville el 3 de mayo.

El 3 de mayo, el general A. P. Hill, que había tomado el mando del Segundo Cuerpo tras las heridas sufridas por Jackson, resultó incapacitado. Hill consultó con el brigadier general Robert E. Rodes, el segundo general más veterano del cuerpo, quien estuvo de acuerdo con la decisión de emplazar a J.E.B. Stuart para que tomase el mando de forma inmediata, notificándoselo a Lee más tarde. Stuart lanzó un asalto masivo a todo lo largo del frente, auxiliado involuntariamente por Hooker, quien estaba retirando sus tropas de Hazel Grove, y montó la artillería en ese punto para bombardear a los artilleros de la Unión. Cuando esa tarde Stuart lanzó un nuevo asalto masivo contra las líneas de la Unión se produjeron fieros combates; las líneas de la Unión se fueron desmoronando lentamente debido a la presión y a la falta de suministros y refuerzos. Por la tarde, los confederados habían capturado Chancellorsville, y Hooker retiró a sus maltrechos hombres a una línea de defensa en círculo alrededor del vado United States, la última línea abierta de retirada que le quedaba.
Lee no podía todavía proclamar la victoria, y Hooker tampoco aceptaba la derrota. Durante el momento más duro de la lucha en Chancellorsville, Hooker ordenó a Sedgwick una vez más que atravesara las líneas enemigas y atacase la retaguardia de Lee. Y una vez más, Sedgwick se demoró hasta que fue demasiado tarde. Finalmente Sedgwick atacó por la tarde la posición de Early, después de que este abandonara su posición debido a una orden malinterpretada de Lee, y atravesó la línea enemiga. Sin embargo, lo logró a una hora demasiada avanzada del día como para poder ayudar a Hooker. De hecho, una única brigada de tropas de Alabama dirigidas por el general Cadmus M. Wilcox llevó a cabo una acción destinada a retrasar el avance enemigo a lo largo del camino Orange Plank al oeste de Fredericksburg y ralentizó el ya de por sí lento avance de Sedgwick. Al finalizar la tarde llegaron refuerzos desde Chancellorsville bajo el mando del general Lafayette McLaws que se unieron a Wilcox en Salem Church, seis kilómetros al oeste de Fredericksburg, y las fuerzas confederadas combinadas detuvieron la marcha de Sedgwick hacia Chancellorsville.
La lucha del 3 de mayo de 1863 se cuenta entre las más feroces y sangrientas de la guerra civil estadounidense. Unos 18 000 hombres, divididos a partes iguales entre los dos ejércitos, cayeron ese día.

### 4 y 5 de mayo

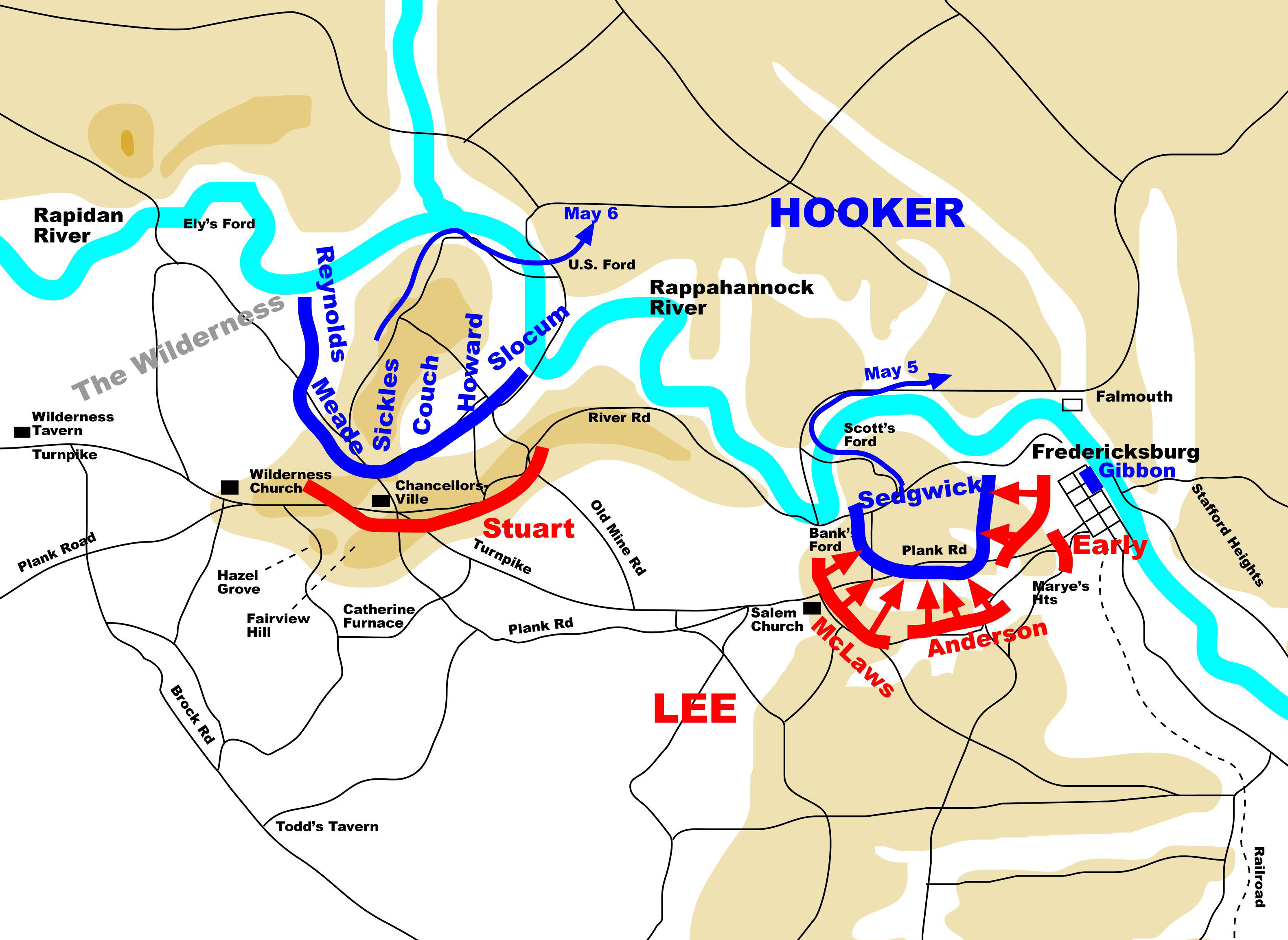
Batalla de Chancellorsville el 4 de mayo.

En la tarde del 3 de mayo y todo el día 4, Hooker permaneció en sus defensas mientras Lee y Early combatían a Sedgwick. Sedgwick, después de romper las defensas de Early, descuidó asegurar Fredericksburg. Early simplemente regresó y reocupó las alturas al oeste de la ciudad, aislando así a Sedgwick. Mientras tanto, Lee envió la división del general Richard H. Anderson desde el frente de Chancellorsville y reforzó a McLaws antes de que Sedgwick se diera cuenta de los pocos hombres que se estaban enfrentando a él. Sedgwick mostró tanta resolución en la defensa como indecisión había mostrado en el ataque, y conservó sus posiciones ese día antes de retirarse a través del Rappahannock por el vado de Banks durante las horas previas al amanecer del 5 de mayo. La retirada fue causada por otro problema de comunicación entre Sedgwick y Hooker; Hooker quería que Sedgwick mantuviese el vado de Banks, de manera que él pudiera retirarse del área de Chancellorsville y volver a cruzar el río por ese punto para retomar la lucha. Cuando supo que Sedgwick había retrocedido más allá del río, Hooker consideró que se había quedado sin opciones para salvar la campaña, y en la noche del 5 al 6 de mayo también se retiró a través del Rappahannock.

## Consecuencias

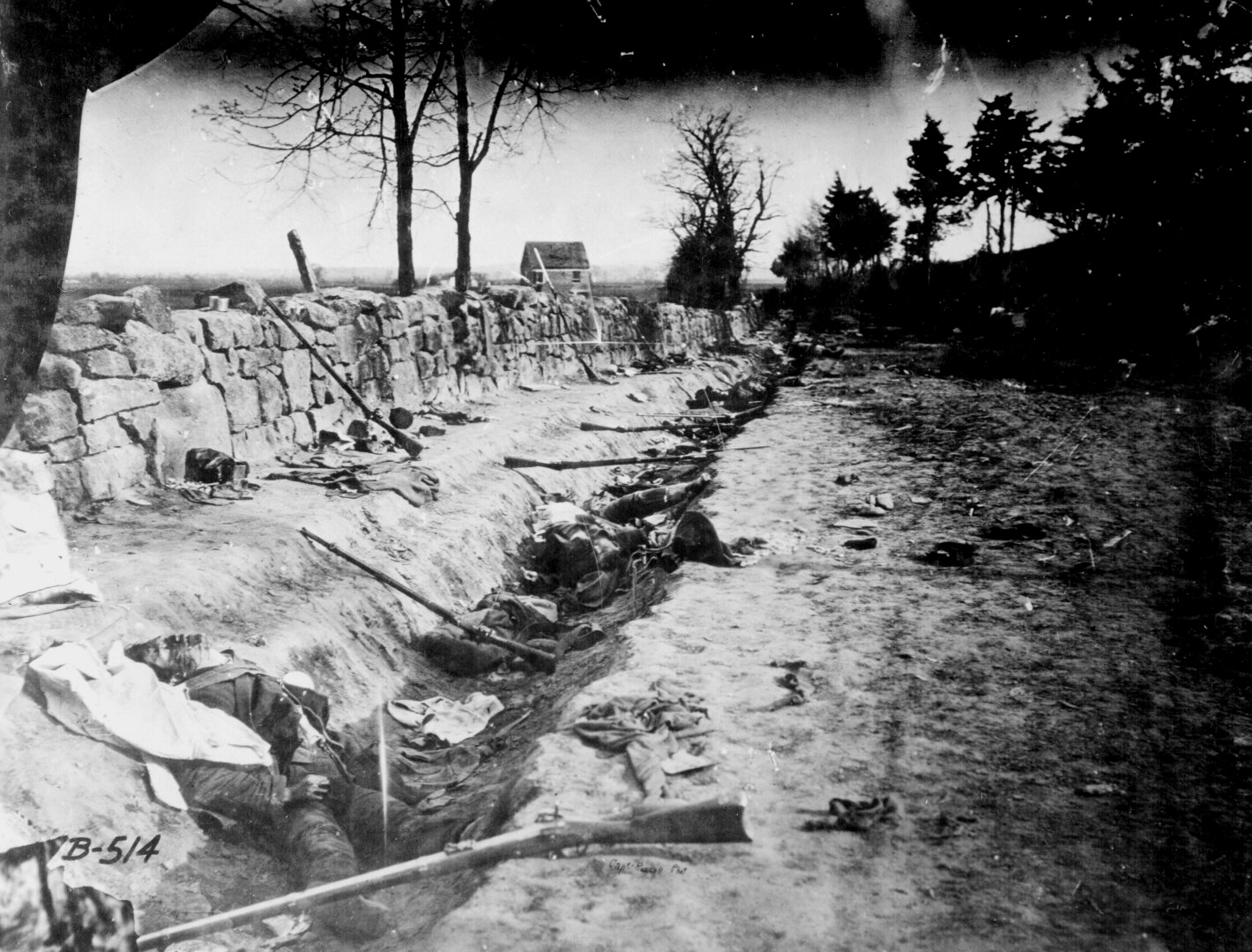
Soldados confederados muertos detrás del muro de piedra de Marye's Heights, Fredericksburg, Virginia, durante la batalla de Chancellorsville, mayo de 1863.

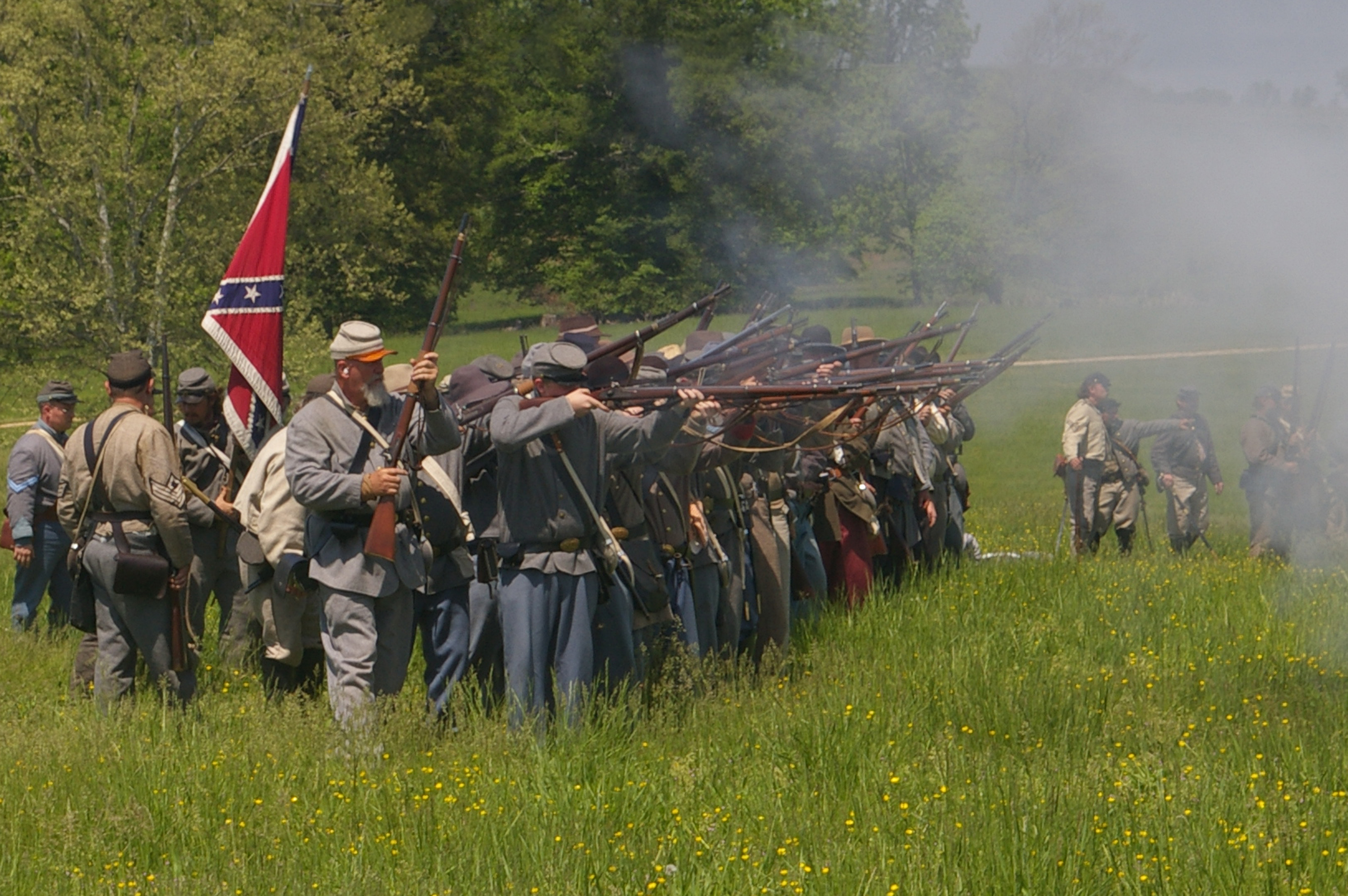
Representación de la batalla en mayo de 2008.

Stoneman, tras una semana de ineficaces incursiones por el centro y el sur de Virginia en las que fracasó en atacar los objetivos que Hooker le había encomendado, se retiró hacia las líneas de la Unión al este de Richmond el 7 de mayo, finalizando así la campaña.
La batalla se libró en terribles condiciones. Los soldados tendían a perderse en los impenetrables laberintos de maleza, y se declararon muchos incendios durante el curso de la batalla. Fueron habituales los informes de heridos por quemaduras.
Lee, a pesar de estar en inferioridad numérica en una proporción de dos a cinco, puede decirse que obtuvo su mayor victoria de la guerra, aunque pagó un precio muy elevado. Con un ejército de apenas 52 000 soldados de infantería, sufrió más de 13 000 bajas, perdiendo aproximadamente un 25 % de sus fuerzas; soldados que la Confederación, con sus limitadas reservas de hombres, no podía reemplazar. Casi tan grave como esto fue que en esta batalla Lee perdió a varios de sus mejores generales, siendo Jackson, su más agresivo comandante de campo, el caso más notable.
Hooker, que inició la campaña creyendo que tenía «un 80 por ciento de posibilidades de tener éxito», perdió la batalla debido a deficiencias en las comunicaciones, a la incompetencia de algunos de sus principales generales, los más destacados Howard y Stoneman, pero también Sedgwick, y debido también a algunos graves errores por su parte. Los errores de Hooker fueron detener la ofensiva lanzada el 1 de mayo y ordenar a Sickles abandonar Hazel Grove y retirarse el 2 de mayo. También erró en la disposición de sus fuerzas; unos 40 000 hombres del ejército del Potomac apenas dispararon un tiro. Cuando más tarde le preguntaron por qué había ordenado detener su avance el 1 de mayo, Hooker respondió, «Por primera vez, perdí la fe en Hooker».
De los 90 000 soldados de la Unión que sufrieron lo peor del combate, algo más de 17 000 cayeron en la batalla, una proporción de bajas mucho menor que la de Lee, y esto sin tener en cuenta los 4000 hombres del XI Cuerpo que fueron capturados sin luchar durante el pánico inicial del 2 de mayo. La táctica de Hooker de forzar a Lee a atacarle era muy sólida en teoría, pero se mostró terriblemente defectuosa por la manera como él y sus subordinados la pusieron en práctica. Los enfrentamientos producidos en esta batalla mostraron, sin embargo, que el ejército de la Unión estaba llegado a ser tan formidable en combate como las hasta aquel momento invencibles tropas de Lee.
La Unión se conmocionó con la derrota. El Presidente Abraham Lincoln fue oído diciendo, «¡Dios mío! ¡Dios mío! ¿Qué dirá el país?». Unos pocos generales vieron truncadas sus carreras: Hooker relevó a Stoneman por incompetencia, Couch se mostró tan disgustado por la conducta de Hooker durante la batalla y sus incesantes maniobras políticas, que dimitió y se le puso a cargo de la milicia de Pensilvania. Hooker fue relevado del mando el 28 de junio, justo antes de la batalla de Gettysburg.

## Otros detalles
La batalla de Chancellorsville, junto con la batalla de la espesura (Battle of the Wilderness) de mayo de 1864 y que se produjo en los alrededores, formaron la base para la novela de Stephen Crane de 1895 El rojo emblema del valor (The Red Badge of Courage).
Algunas zonas del campo de batalla de Chancellorsville son ahora preservadas como parte del Parque Militar Nacional de Frederiksburg y Spotsylvania.